# IIFA Award/Personality of the Year
Die Gewinner des IIFA Personality of the Year Award waren:
| Jahr | Persönlichkeit   |
| ---- | ---------------- |
| 2000 | Aishwarya Rai    |
| 2001 | Hrithik Roshan   |
| 2002 | Amitabh Bachchan |
| 2003 | kein Preis       |
| 2004 | kein Preis       |
| 2005 | kein Preis       |
| 2006 | kein Preis       |
| 2007 | kein Preis       |